# 维斯盖亚站
维斯盖亚站（英語：Vizcaya station）是美国佛羅里達州邁阿密-戴德縣迈阿密的一座邁阿密地鐵车站，由邁阿密-戴德公共交通局（MDT）运营管理。车站具体位置位於西南第1道与西南第27街的交界处，靠近95號州際公路（I-95）与南迪克西公路（US 1）的交汇处。维斯盖亚站於1984年5月20日正式啟用，是迈阿密地铁第一阶段首批建成启用的车站之一。维斯盖亚站的建筑布局形式为高架车站，车站设有两条股道及一个岛式站台，并设有93个停车位的地面停车场。车站毗邻維斯蓋亞莊園及菲利浦和帕特丽夏·弗罗斯特科学博物馆，乘客可经由跨越南迪克西公路的行人天桥，从车站步行前往这两个旅游景点。

## 车站结构
| P 站台层 | 南行方向                   | ▉ 迈阿密地铁绿线，往达德兰南方向（椰林） · ▉ 迈阿密地铁橙线，往达德兰南方向（椰林）                    |
| P 站台层 | 岛式站台，左边车门将会开启 | |
| P 站台层 | 北行方向                   | ← ▉ 迈阿密地铁绿线，往帕尔梅托方向 （布里克尔） · ← ▉ 迈阿密地铁橙线，往迈阿密国际机场方向（布里克尔） |
| G 地面层 | 站厅                       | 出入口、巴士站、停车场                                                                                 |

## 外部連結
- Miami-Dade County: Metrorail Stations （页面存档备份，存于）